# 馬學賜
马学赐（?—?），字葵园，號德人，直隸迁安（今河北）人，清朝政治人物，進士出身。
早年家貧，十七岁入县学。乾隆五十三年（1788年）戊申科乡试中举。乾隆五十八年〔1793年）登癸丑科进士。曾任陕西蓝田知县。在藍田時，设立王山书院。官至渭南知县。晚年升任商州知州，未到任而卒。著有《玉照轩诗文》。